# Don Luca
Don Luca è una sitcom italiana, prodotta da Mediatrade e Aran Endemol, andata in onda su Canale 5 per due stagioni, dal 2001 al 2004. Le musiche e la sigla sono di Silvio Amato, con l'arrangiamento di Fabio Coppini, che suonava anche al pianoforte, e con Corrado Terzi al sax. La direzione artistica fu curata da Fosco Gasperi.

## Trama
Il telefilm racconta le vicende di un viceparroco di San Fedele, don Luca (Luca Laurenti), e della sua vita nella parrocchia alla quale è stato assegnato. Le sue vicende si intrecciano con quella del parroco don Lorenzo (Paolo Ferrari), sua nipote Chiara (Barbara Di Bartolo), ragazza-madre del piccolo Mirko (Jacopo Sarno), e della perpetua Palmira (Marisa Merlini).
Nella seconda edizione Chiara e Mirko lasciano il posto al caposcout trentacinquenne Silvano (Gianni Fantoni), che appare come un bambinone, e Maddalena (Mavi Felli), ex fidanzata del protagonista. Don Luca è rappresentato come un prete molto eccentrico; gioca a calcio, ascolta musica rock e va in moto.

## Episodi
| Stagione         | Episodi | Prima TV Italia |
| ---------------- | ------- | --------------- |
| Prima stagione   | 20      | 2001            |
| Seconda stagione | 20      | 2004            |

## Distribuzione
La serie ha debuttato sabato 24 febbraio 2001 su Canale 5 alle 13:40.Il canale ha trasmesso 19 episodi su 20 della prima stagione nel 2001, mandando in onda un episodio ogni sabato pomeriggio alle 13:40 e saltando l'episodio "Bianco Natale", poi trasmesso in prima visione il 19 ottobre 2002.
La seconda stagione invece è andata in onda per la prima volta dal 3 gennaio al 15 maggio 2004 su Canale 5, che ha trasmesso sempre un episodio alla volta il sabato pomeriggio alle 13:40. Questa volta l'emittente non ha saltato alcun episodio. In seguito la serie è stata replicata più volte su Canale 5, Happy Channel e, molti anni dopo, anche su Mediaset Extra, Iris, Italia 1 e Rete 4.

## Sequel
Nel 2008 le avventure di don Luca proseguono con Don Luca c'è, una sitcom sequel che, a parte il protagonista, presenta un cast, un'ambientazione e una regia completamente rinnovati. Questa volta il nostro protagonista, diventato parroco, si trasferirà a San Precotto dove dovrà affrontare vecchie e nuove sfide, convincendo la maggior parte dei ragazzi a tornare in chiesa, abbandonata in favore del bar One di Angelo. 